# Valladolid Campo Grande
Valladolid Campo Grande (także Estación del Norte) – stacja kolejowa w Valladolid, w regionie Kastylia i León, w Hiszpanii. Znajdują się tu 3 perony. Dworzec usytuowany jest w pobliżu Plaza Colón i Parku Campo Grande. Stacja obsługuje wszystkie rodzaje połączeń począwszy od regionalnych poprzez dalekobieżne połączenia kolejowe jak i przez stacje przebiega linia wysokich prędkości, w wyniku czego zatrzymują się tu również pociągi AVE.